# Адалард (герцог Сполето)
Адалард (Адалард II Младший, Аделард; фр. Adelard, Adalhard, Adalard, лат. Adalhardus; умер в августе 824) — пфальцграф в 823 году, герцог Сполето с марта 824 года, императорский посланец в Италии в 823 году.

## Биография
Происхождение Адаларда точно не известно. Возможно он был родственником Адаларда, аббата Корби и советника короля Италии Бернарда. Это предположение основано на том, что пфальцграф Адалард во франкских анналах назван «молодым» (лат. iunior), а ранее в них упоминался Адалард из Корби, который также был императорским посланцем в Италии. Однако имя Адалард в это время нередко встречалось среди франкской знати, и «старшим» Адалардом мог быть и кто-то другой.
Впервые Адалард упоминается в «Анналах королевства франков» в 823 году как пфальцграф, посланный в Италию императором Людовиком I Благочестивым и назначенный императорским посланцем (лат. missus dominicus) вместе с графом Брешии Марином.
В марте 824 года умер герцог Сполето Суппо I. Новым герцогом был назначен Адалард, однако он правил всего 5 месяцев, после чего умер от лихорадки.
Неизвестно, был ли он женат и были ли у него дети.